# Delà I d'Empúries
Delà I d'Empúries (? - ~894) va ser comte d'Empúries (862-894/895?) en un govern conjunt amb el seu germà Sunyer II.
Probablement fill gran del comte Sunyer I d'Empúries, net de Bel·ló de Carcassona i cosí de Guifré el Pelós. Va governar conjuntament el comtat d'Empúries amb el seu germà petit Sunyer II, que l'havia obtingut per designació de Carles el Calb, arran de la destitució d'Unifred de Gòtia. Delà s'encarregà dels assumptes interns del comtat emporità, signava en primer lloc els documents i se'l troba presidint sol diversos judicis comtals; el 879 va intentar arreglar l'afer de les possessions del monestir de Sant Policarp de Rasès a Peralada.
Delà i Sunyer pretengueren ocupar Girona entre 880 i 890 per tal de col·locar com a bisbe al clergue Ermemir, foragitant el nomenat per l'arquebisbe de Narbona, Servus Dei, a la mort del bisbe Teuter el 886, cosa que provocà friccions amb Guifré el Pelós. Aquest fet va fer creure posteriorment que Delà havia estat comte de Girona, i encara més quan va adquirir la que seria després Vilajuïga.

## Matrimoni i descendència
Es casà amb Quíxol, amb la qual tingué dues filles:
- Ranló (aprox. 890-960), abadessa del monestir de Sant Joan de Ripoll.
- Virgília (?-957), amistançada de Miró II de Cerdanya.